# Fernandezina ilheus
Fernandezina ilheus là một loài nhện trong họ Palpimanidae. Loài này được phát hiện ở Brasil.